# Aleyde de Coydenberg
Pour les articles homonymes, voir Coudenberg (homonymie).
Aleyde de Coydenberg est une religieuse cistercienne qui fut la 15e abbesse de l'abbaye de la Cambre.

## Héraldique
de gueules plain (qui est Bruxelles), à trois tours d'argent ajourées du champ, ouvertes d'azur